# OLE DB
OLE DB (ang. Object Linking and Embedding, Database, czasem zapisywany jako OLEDB lub OLE-DB) – interfejs programistyczny firmy Microsoft służący do uzyskiwania dostępu do danych. Jest to obiekt COM, który funkcjonuje w podobny sposób jak ODBC, ale w odniesieniu do dowolnego źródła danych, a nie tylko baz danych SQL. Aplikacje mogą wykorzystywać OLE DB do bezpośredniego sięgania do danych lub też poprzez OLE DB mogą wywoływać ODBC, aby uzyskać dostęp do baz ODBC. OLE DB for OLAP jest wykorzystywany do sięgania do baz danych typu OLAP.
Microsoft ActiveX Data Objects (ADO) jest zbiorem obiektów COM, który udostępnia prostszy interfejs OLE DB.
W porównaniu z interfejsami otwartymi typu ODBC, OLE DB jest rozwiązaniem własnościowym i nieprzenośnym, przeznaczonym jedynie dla oprogramowania w środowisku Microsoft Windows.